# Sofrimento fetal
Sofrimento fetal ou hipóxia neonatal ocorre quando o feto é submetido a períodos de hipóxia (privação de oxigênio). Pode ser agudo ou crônico.
Sofrimento fetal agudo é quadro de asfixia grave que ocorre, geralmente, durante o trabalho de parto e que se caracteriza por redução brusca e intensa das trocas materno-fetais.
O processo inicia-se com a diminuição na oferta de oxigênio ao concepto que, esgotadas suas reservas fisiologicamente potencializadas pela poliglobulia e pelo grande poder da hemoglobina fetal em fixar o oxigênio, lança mão de mecanismos defensivos, metabólicos e cardiovasculares, para se adaptar à carência de oxigênio que lhe é imposta. Essa seqüência de eventos pode culminar com a acidemia e com o óbito fetal.
O processo pode se instalar em fetos saudáveis ou naqueles previamente doentes, com reservas de oxigênio cronicamente comprometidas (sofrimento fetal crônico), sendo habitualmente diagnosticado por alterações da freqüência cardiaca fetal que nos informam sobre a integridade dos centros cerebrais reguladores das funções cardiocirculatórias do concepto. Esses centros superiores de controle e regulação dependem da correta oxigenação para o seu adequado funcionamento.
Sofrimento fetal crônico é aquele típico da gravidez de alto risco, quando o feto é crônica e lentamente acometido por carência de oxigênio e de nutrientes. É causado pela insuficiência da placenta em nutrir e oxigenar adequadamente o feto (insuficiência placentária).